# Acacia amabilis
Acacia amabilis är en ärtväxtart som beskrevs av Maria de Lourdes Rico. Acacia amabilis ingår i släktet akacior, och familjen ärtväxter. Inga underarter finns listade i Catalogue of Life.